# Spanje op de Olympische Zomerspelen 2012
Spanje nam deel aan de Olympische Zomerspelen 2012 in Londen, Verenigd Koninkrijk.

## Medailleoverzicht
| Sport            | Olympiër                                     | Onderdeel            | Medaille |
| ---------------- | -------------------------------------------- | -------------------- | -------- |
| Taekwondo        | Joel González                                | -58 kg (m)           | Goud     |
| Zeilen           | Marina Alabau                                | rs:x (v)             | Goud     |
| Zeilen           | Támara Echegoyen Ángela Pumariega Sofía Toro | elliot 6m (v)        | Goud     |
| Basketbal        | olympisch team                               | mannen               | Zilver   |
| Kanovaren        | David Cal                                    | C1 1000m (m)         | Zilver   |
| Kanovaren        | Saúl Crviotto                                | K1 200m (m)          | Zilver   |
| Synchroonzwemmen | Ona Carbonell Andrea Fuentes                 | duet (v)             | Zilver   |
| Taekwondo        | Brigitte Yagüe                               | -49 kg (v)           | Zilver   |
| Taekwondo        | Nicolés García                               | -80 kg (v)           | Zilver   |
| Triatlon         | Francisco Javier Gómez Noya                  | mannen               | Zilver   |
| Waterpolo        | olympisch team                               | vrouwen              | Zilver   |
| Zwemmen          | Mireia Belmonte                              | 800m vrije slag (v)  | Zilver   |
| Zwemmen          | Mireia Belmonte                              | 200m vlinderslag (v) | Zilver   |
| Handbal          | olympisch team                               | vrouwen              | Brons    |
| Kanovaren        | Maialen Chourraut                            | K1 slalom (v)        | Brons    |
| Synchroonzwemmen | olympisch team                               | vrouwen              | Brons    |
| Worstelen        | Maider Unda                                  | vrije stijl -72 kg   | Brons    |

## Deelnemers en resultaten

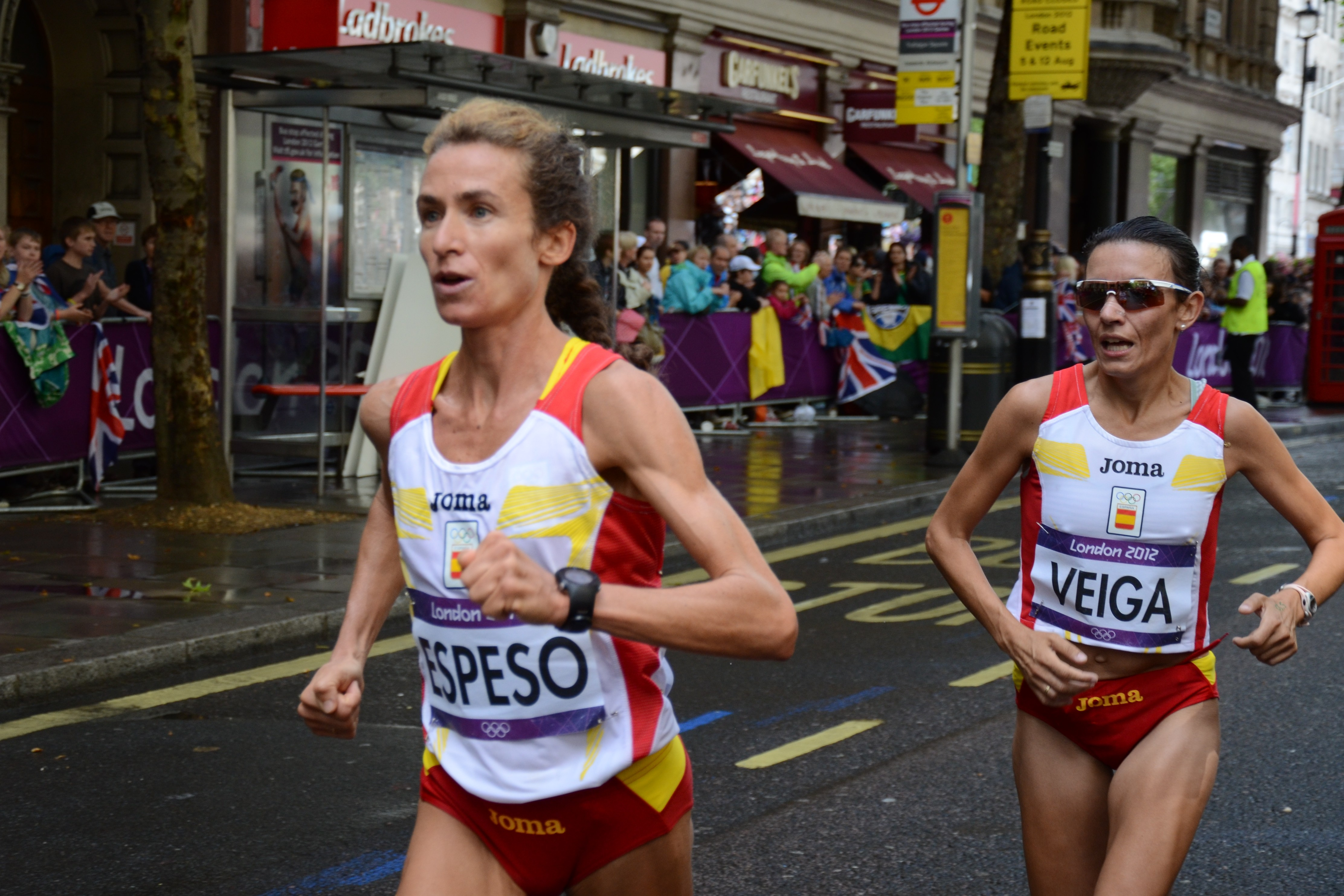
María Elena Espeso en Vanessa Veiga in de olympische marathon

(m) = mannen, (v) = vrouwen

### Badminton
| Olympiër       | Onderdeel     | Resultaat | Prestatie |
| -------------- | ------------- | --------- | --------- |
| Pablo Abián    | enkelspel (m) |           |           |
|                |               |           |           |
| Carolina Marín | enkelspel (v) |           |           |

### Basketbal
| Olympiër | Onderdeel | Resultaat | Prestatie |
| --- | --------- | --------- | --- |
| José Calderón Víctor Claver Rudy Fernández Marc Gasol Pau Gasol Serge Ibaka Sergio Llull Juan Carlos Navarro Felipe Reyes Sergio Rodríguez Víctor Sada Fernando San Emeterio | mannen    | Zilver    | groepsfase: Spanje 97-81 China Spanje 82-70 Australië Spanje 79-78 Groot-Brittannië Spanje 74-77 Rusland Spanje 82-88 Brazilië kwartfinale Spanje 66-59 Frankrijk halve finale Spanje 67-59 Rusland finale Spanje 100-107 Verenigde Staten |

### Boksen
| Olympiër                | Onderdeel                      | Resultaat | Prestatie |
| ----------------------- | ------------------------------ | --------- | --------- |
| José Kelvin de la Nieve | lichtvlieggewicht [-49 kg] (m) |           |           |
| Jonathan Alonso         | halfweltergewicht [-64 kg] (m) |           |           |

### Boogschieten
| Olympiër     | Onderdeel | Resultaat | Prestatie |
| ------------ | --------- | --------- | --------- |
| Elías Cuesta | mannen    |           |           |
|              |           |           |           |
| Iria Grandal | vrouwen   |           |           |

### Gewichtheffen
| Olympiër       | Onderdeel  | Resultaat | Prestatie |
| -------------- | ---------- | --------- | --------- |
| Andrés Mata    | -77 kg (m) |           |           |
|                |            |           |           |
| Lidia Valentín | -75 kg (v) |           |           |

### Handbal
| Olympiër | Onderdeel | Resultaat | Prestatie |
| --- | --------- | --------- | --- |
| Julen Aguinagalde Mikel Aguirrezabalaga Joan Cañellas Raúl Entrerríos Eduardo Gurbindo José Javier Hombrados Jorge Maqueda Albert Rocas Daniel Sarmiento Árpád Sterbik Víctor Tomás Cristian Ugalde Viran Morros Gedeón Guardiola              | mannen    |           | groepsfase: Spanje 26-21 Servië Spanje 23-24 Denemarken Spanje 33-29 Zuid-Korea Spanje - Hongarije Spanje - Kroatië   |
| Macarena Aguilar Nely Carla Alberto Jessica Alonso Vanessa Amorós Andrea Barnó Elisabet Chávez Mihaela Ciobanu Verónica Cuadrado Patricia Elorza Beatriz Fernández Begoña Fernández Marta Mangué Carmen Martín Silvia Navarro Elisabeth Pinedo | vrouwen   |           | groepsfase: Spanje 27-31 Zuid-Korea Spanje 18-18 Frankrijk Spanje 24-21 Denemarken Spanje - Zweden Spanje - Noorwegen |

### Hockey
| Olympiër | Onderdeel | Resultaat | Prestatie |
| --- | --------- | --------- | --- |
| David Algegre Ramon Algegre Pol Amat Jose Ballbe Francisco Cortés Miguel Delas Sergi Enrique Alex Fàbregas Juan Fernández Santiago Freixa Xavi Lleonart Roc Oliva Pau Quemada Marc Salles Manel Terraza Eduard Tubau | mannen    |           | groepsfase: Spanje 1-1 Pakistan Spanje 0-5 Australië Spanje - Zuid-Afrika Spanje - Argentinië Spanje - Groot-Brittannië |

* Santiago Freixa kreeg tijdens de wedstrijd tegen Pakistan een tik op zijn arm. Na afloop van de wedstrijd, bleek dat hij zijn arm gebroken had en moet de rest van het toernooi missen.

### Judo
| Olympiër            | Onderdeel  | Resultaat | Prestatie |
| ------------------- | ---------- | --------- | --------- |
| Sugoi Uriarte       | -66 kg (m) |           |           |
| Kiyoshi Uematsu     | -73 kg (m) |           |           |
|                     |            |           |           |
| Oiana Blanco        | -48 kg (v) |           |           |
| Ana Carrascosa      | -52 kg (v) |           |           |
| Concepción Bellorín | -57 kg (v) |           |           |
| Cecilia Blanco      | -70 kg (v) |           |           |

### Synchroonzwemmen
| Olympiër | Onderdeel | Resultaat | Prestatie |
| --- | --------- | --------- | --------- |
| Clara Basiana Alba Cabello Ona Carbonell Margalida Crespí Andrea Fuentes Thaïs Henríquez Paula Klamburg Irene Montrucchio Laia Pons | team      | Brons     |           |

### Tafeltennis
| Olympiër                              | Onderdeel     | Resultaat | Prestatie |
| ------------------------------------- | ------------- | --------- | --------- |
| He Zhiwen                             | enkelspel (m) |           |           |
| Carlos Machado                        | enkelspel (m) |           |           |
|                                       |               |           |           |
| Sara Ramirez                          | enkelspel (v) |           |           |
| Yanfei Shen                           | enkelspel (v) |           |           |
| Galia Dvorak Sara Ramirez Yanfei Shen | team (v)      |           |           |

### Tennis
| Olympiër                                           | Onderdeel      | Resultaat   | Prestatie |
| -------------------------------------------------- | -------------- | ----------- | --- |
| Nicolás Almagro                                    | enkelspel (m)  | kwartfinale | 1e ronde: SRB Viktor Troicki 6-4, 7-6(3) 2e ronde: RUS Alex Bogomolov Jr. 6-2, 6-2 3e ronde: BEL Steve Darcis 7-5, 6-3 1/4 finale: GBR Andy Murray 4-6, 1-6 |
| David Ferrer                                       | enkelspel (m)  | 3e ronde    | 1e ronde: CAN Vasek Pospisil 6-4, 6-4 2e ronde: SLO Blaž Kavčič 6-2, 6-2 3e ronde: JPN Kei Nishikori 0-6, 6-3 4-6 |
| Feliciano López                                    | enkelspel (m)  | 3e ronde    | 1e ronde: RUS Dmitri Toersoenov 7-6(5), 2-6, 9-7 2e ronde: ARG Juan Mónaco 6-4, 6-4 3e ronde: FRA Jo-Wilfried Tsonga 6-7(5), 4-6 |
| Fernando Verdasco                                  | enkelspel (m)  | 1e ronde    | 1e ronde: UZB Denis Istomin 4-6, 6-7(9) |
| David Ferrer Feliciano López                       | dubbelspel (m) | 4e          | 1e ronde: POL Mariusz Fyrstenberg / Marcin Matkowski 7-6(7), 6-7(6), 8-6 2e ronde: AUT Jürgen Melzer / Alexander Peya 6-3, 3-6, 11-9 1/4 finale: CRO Marin Čilić / Ivan Dodig 6-4,6-4 1/2 finale: FRA Michaël Llodra / Jo-Wilfried Tsonga 3-6, 6-4, 16-18 om brons: FRA Julien Benneteau /Richard Gasquet 6-7(4), 2-6 |
| Marcel Granollers Marc López                       | dubbelspel (m) | 1e ronde    | 1e ronde: ISR Jonathan Erlich / Andy Ram 6-7(5), 6-7(3) |
|                                                    |                |             | |
| Anabel Medina Garrigues                            | enkelspel (v)  | 1e ronde    | 1e ronde: BEL Yanina Wickmayer 2-6, 6-4, 5-7 |
| María José Martínez Sánchez                        | enkelspel (v)  | 2e ronde    | 1e ronde: SLO Polona Hercog 6-2, 6-4 2e ronde: BLR Viktoryja Azarenka 1-6, 2-6 |
| Sílvia Soler Espinosa                              | enkelspel (v)  | 1e ronde    | 1e ronde: GBR Heather Watson 2-6, 2-6 |
| Carla Suárez Navarro                               | enkelspel (v)  | 2e ronde    | 1e ronde: AUS Samantha Stosur 3-6, 7-5, 10-8 2e ronde: BEL Kim Clijsters 3-6, 3-6 |
| Nuria Llagostera Vives María José Martínez Sánchez | dubbelspel (v) | 2e ronde    | 1e ronde: AUS Casey Dellacqua / Samantha Stosur 6-1, 6-1 2e ronde: CHN Peng Shuai / Zheng Jie 4-6, 2-6 |
| Anabel Medina Garrigues Arantxa Parra Santonja     | dubbelspel (v) | 1e ronde    | 1e ronde: ITA Flavia Pennetta / Francesca Schiavone 6-7(4), 4-6 |

### Voetbal
| Olympiër | Onderdeel | Resultaat | Prestatie                                                           |
| --- | --------- | --------- | ------------------------------------------------------------------- |
| Jordi Alba César Azpilicueta Alberto Botía Álvaro Domínguez David de Gea Ander Herrera Isco Koke Adrián López Diego Mariño Iñigo Martínez Javi Martínez Juan Manuel Mata Martín Montoya Iker Muniain Rodrigo Oriol Romeu Cristian Tello | mannen    | 1e ronde  | Groepsfase: Spanje 0-1 Japan Spanje 0-1 Honduras Spanje 0-0 Marokko |

### Volleybal
| Olympiër                         | Onderdeel | Resultaat | Prestatie |
| -------------------------------- | --------- | --------- | --------- |
| Adrián Gavira Pablo Herrera      | beach (m) |           |           |
|                                  |           |           |           |
| Elsa Baquerizo Liliana Fernández | beach (v) |           |           |

### Waterpolo
| Olympiër | Onderdeel | Resultaat | Prestatie |
| --- | --------- | --------- | --- |
| Iñaki Aguilar Albert Español Mario José García Xavier García Daniel López Blai Mallarach David Martín Marc Minguell Guillermo Molina Iván Pérez Felipe Perrone Balázs Szirányi Xavier Vallès | mannen    |           | groepsfase: Spanje 14-06 Kazachstan Spanje 07-08 Kroatië Spanje 13-09 Australië Spanje - Griekenland Spanje - Italië |
| Marta Bach Andrea Blas Ana Copado Anna Espar Laura Ester María García Godoy Laura López Ona Meseguer Lorena Miranda Matilde Ortiz Jennifer Pareja María del Pilar Peña Roser Tarragó         | vrouwen   | Zilver    | groepsfase: Spanje 11-06 China Spanje 09-09 Verenigde Staten Spanje 13-11 Hongarije                                  |

### Wielersport
| Olympiër                                                       | Onderdeel              | Resultaat | Prestatie |
| Baan                                                           | Baan                   | Baan      | Baan      |
| -------------------------------------------------------------- | ---------------------- | --------- | --------- |
| Hodei Mazkiarán                                                | keirin (m)             |           |           |
| Juan Peralta                                                   | olympische sprint (m)  |           |           |
| Eloy Teruel                                                    | omnium (m)             |           |           |
| Pablo Aitor Bernal Sebastián Mora David Muntaner Albert Torres | ploegachtervolging (m) |           |           |
|                                                                |                        |           |           |
| Leire Olaberría                                                | omnium (v)             |           |           |
| Mountainbike                                                   |                        |           |           |
| Carlos Coloma                                                  | mannen                 |           |           |
| Sergio Mantecón                                                | mannen                 |           |           |
| José Antonio Hermida                                           | mannen                 |           |           |
| Weg                                                            |                        |           |           |
| Jonathan Castroviejo                                           | tijdrit (m)            | 9e        | 53'2936   |
| Jonathan Castroviejo                                           | wegwedstrijd (m)       | 26e       | 5u46'13   |
| Luis León Sánchez                                              | tijdrit (m)            | 32e       | 56'5916   |
| Luis León Sánchez                                              | wegwedstrijd (m)       | 14e       | 5u46'05   |
| José Joaquín Rojas                                             | wegwedstrijd (m)       | 44e       | 5u46'37   |
| Alejandro Valverde                                             | wegwedstrijd (m)       | 18e       | 5u46'05   |
| Francisco Ventoso                                              | wegwedstrijd (m)       | 31e       | 5u46'37   |

### Zeilen
| Olympiër      | Onderdeel | Resultaat | Prestatie |
| ------------- | --------- | --------- | --------- |
| Marina Alabau | RS:X (v)  | Goud      |           |

### Zwemmen
| Olympiër        | Onderdeel        | Resultaat | Prestatie                                                  |
| --------------- | ---------------- | --------- | ---------------------------------------------------------- |
| Mireia Belmonte | 200m vlinderslag | Zilver    | series: 2.09,19 (9e tijd) HF: 2.06,62 (4e tijd) F: 2.05,25 |
| Mireia Belmonte | 800m vrije slag  | Zilver    | series: 8.25,26 (4e tijd) F: 8.18,76                       |